# Amaury Fioravanti
Amaury Fioravanti (Tabapuã, 8 de agosto de 1931 — Mauá, 20 de abril de 2020) foi um político brasileiro.

## Biografia
Amaury Fioravanti nasceu em Tabapuã, no interior de São Paulo, em 8 de agosto de 1931, filho de Benedicto Fioravanti e Antonia Rosa da Silva. Viveu toda sua juventude no interior, formando-se no Magistério e trabalhando como Professor. Casou-se com Carlota Carmona Fioravanti em 3 de julho de 1955. Morou ainda nas cidades de Poloni e Monte Aprazível, onde chegou a ser gerente de Banco, antes de se transferir para a capital São Paulo, morando no bairro do Brás. Por fim, achou emprego como professor na Escola Estadual "Viscondinho", em Mauá, sendo que, decidiu se mudar em definitivo para cidade em 1961. Em Mauá, além de professor, foi auxiliar de farmacêutico, e comerciante dono de avícola e de Bar. Foi ainda presidente da Associação Atlética Industrial, uma associação de muito prestígio e importância na sociedade mauaense da década de 1960.

### Político
Durante a Ditadura Militar Brasileira, Amaury fez oposição ao regime opressivo, se afiliando ao MDB. Concorreu ao cargo de Vice-prefeito pelo MDB na chapa em que Ariocy Rodrigues Costa concorreu à Prefeitura, sendo ambos derrotados. Concorreu ao cargo de prefeito  pela primeira vez na eleição de 1969, ficando em segundo lugar nos votos, perdendo para Américo Perrella.

### Primeiro mandato como Prefeito
Concorreu pela segunda vez à Prefeitura de Mauá, tendo Manoel Moreira como seu candidato à Vice
. Acabou eleito, derrotando ao ex-prefeito por duas vezes Élio Bernardi da ARENA. Redes de água e esgoto, iluminação pública, pavimentação de ruas e a regularização da rede de transporte público foram as principais áreas de atuação de suas gestões. Foi em sua primeira gestão, em 1975 que foi entregue ao público o Parque Ecológico Gruta Santa Luzia, com paisagismo projetado por Burle Marx. Ainda durante seu primeiro mandato, a Prefeitura passou a organizar anualmente Olimpíadas Municipais realizadas no antigo Ginásio Poli-esportivo.
Foi durante este governo, que a Prefeitura construiu o Paço Municipal Irineu Evangelista de Souza,  atual prédio da Prefeitura, inaugurando-o em 9 de abril de 1976
. A Municipalidade ainda comprou terrenos particulares às margens do Rio Tamanduateí, no centro, em seguida retificando o rio e construindo a Avenida Marginal Antônia Rosa Fioravanti. Na gestão de Amaury, foi entregue à população o Viaduto Presidente Juscelino Kubitschek de Oliveira.
Em 1974, Amaury chegou a sofrer um processo de impeachment, movido  por um vereador de sua base de sustentação, Apparecido Sanvidotti. No entanto, a votação não ocorreu por falta de quórum, provocada pelo próprio vereador Apparecido, e Amaury manteve-se no mandato até o final.
Por fim, Amaury escolheu para seu candidato à sucessão na Prefeitura, o dentista Dorival Resende, uma aposta arriscada já que, apesar de ser uma figura popular e respeitada, nunca havia desempenhado nenhum cargo público relevante. Dorival foi eleito, e Amaury conseguiu eleger seu sucessor pelo MDB.
Amaury Fioravanti foi Secretário Municipal de Educação na gestão de Dorival Rezende. Concorreu novamente à Prefeitura na eleição de 1982, mas o eleito foi Leonel Damo do PMDB.

### Segundo mandato como Prefeito
Concorreu novamente ao cargo de Prefeito, agora filiado ao Partido Liberal, em 1988, sendo eleito dessa vez, tendo Hélio Fioravanti Agnello como seu Vice, e deixando na segunda colocação, o candidato governista José Carlos Grecco.  No seu governo, a Prefeitura canalizou o Rio Tamanduateí e os córregos Corumbé e Bocaina. No entanto, para realizar essas obras, a Prefeitura precisou de um financiamento milionário com a Caixa Econômica Federal, o qual deveria ser pago em várias prestações ao longo dos próximos anos. Por causa disso, Amaury Fioravanti é até hoje lembrado como o prefeito que iniciou as polêmicas dívidas da Prefeitura com a Caixa. A situação só piorou nos anos seguintes, quando as prestações deixaram de ser pagas e a dívida chegou ao ponto de, em 2006, chegar a R$660 milhões de Reais, levando ao sequestro do repasse mensal do Fundo de Participação dos Municípios ao qual a Prefeitura tinha direito.
Já, durante seu segundo mandato eleito, em 1990, municipalizou o Hospital Nardini, o qual foi construído na década de 1970 para ser privado, mas fora encampado em 1985, sendo desde então Público Estadual. No convênio firmado, as instalações físicas continuaram pertencentes ao patrimônio estadual, porém ficaram cedidas para pleno uso e gestão municipal.

### Pós-Prefeitura
Por duas décadas, entre 1972 e 1996 o grupo político liderado por Amaury Fioravanti dividiu o poder político e o voto da maior parte dos eleitores de Mauá com os Damistas, com candidatos representantes desses grupos se alternando no cargo de Prefeito. Em 1996, no entanto, Amaury concorreu á um terceiro mandato pelo PTB, mas, obteve apenas 4% dos votos, ficando em 4° lugar (o vencedor do pleito foi Oswaldo Dias, em segundo ficou Leonel Damo e em terceiro Cincinato Freire). Agora os dois grupos políticos mais fortes da política mauaense eram os Damistas e os Petistas. Desde então, não concorreu á mais nenhum cargo eletivo, embora, tenha participado ativamente das campanhas eleitorais de 2000, 2004 e 2008 sempre apoiando o correligionário Chiquinho do Zaíra. Em 2013, apoiou publicamente Vanessa Damo na campanha para Prefeita.  Foi também Secretário de Planejamento na gestão do ex-prefeito Leonel Damo entre 2007 e 2008.
A mãe do ex-prefeito foi homenageada, batizando a Avenida Marginal do Centro. Um de seus filhos, Amaury Fioravanti Júnior já foi eleito vereador pelo município de Mauá.

### Morte
Fioravanti morreu no dia 20 de abril de 2020, aos 88 anos, de insuficiência respiratória.